# Ectot-l'Auber
Ectot-l'Auber è un comune francese di 706 abitanti situato nel dipartimento della Senna Marittima nella regione della Normandia.

## Storia

### Simboli
Il frassino (ectot) e il pioppo (auber) hanno assonanza con il toponimo; i leopardi sono simbolo della Normandia; la burella ondata simbolizza la Saâne che bagna il territorio del comune.

## Società

### Evoluzione demografica
Abitanti censiti